# Sant'Arsenio
Sant'Arsenio är en ort och kommun i provinsen Salerno i regionen Kampanien i Italien. Kommunen hade 2 815 invånare (2017).